# 七重八重
七重 八重（ななえ やえ、6月25日生まれ、2014年3月26日没）は、日本の女優で、元宝塚歌劇団員。

## 来歴　１９４２年田中登喜雄と結婚　　田中登喜雄：最終職歴　　　　　　　　　　　　　　マックスファクター株式会社社長　　　２０１２年１月２４日没
福岡県出身。
宝塚歌劇団25期生として1935年に入団する。当時の芸名は「七重やゑ」。後に「七重八重」に改名する。